# 羅德尼號戰艦
罗德尼号战列舰(英语:Rodney)是英国皇家海军于两次大战间建造的纳尔逊级战列舰的二号舰(舷号29)。于1922年在伯肯希德的Cammell Laird船厂建造，1925年下水，1927年12月11月10日服役。其被命名为罗德尼以纪念海军上将乔治·布里奇斯·罗德尼男爵。罗德尼号参加过著名的击沉俾斯麦号的战斗和诺曼底登陆。她于1948年3月被拆解。

## 设计
罗德尼号与其姊妹舰纳尔逊号一样，是G3战列巡洋舰的削减版。原本的G3计畫因1922年的华盛顿海军条约而取消。为了在条约规定的35000吨限制下达到美国科罗拉多级战列舰和日本长门号的火力，纳尔逊级采用3座三联装406毫米主砲砲塔全部在舰桥之前，而动力机舱集中配置在舰体后部这种非常规的佈局，目的是将有限的重装甲防护区最大限度集中在重点部位。由于这种特殊佈局設計，罗德尼号的航速被降低，装甲也被限制在关键部位。

## 建造
罗德尼号和纳尔逊号一同于1922年12月28日铺设龙骨。其在位于伯肯希德的Cammell-Laird船厂建造，于1925年12月17日由玛丽公主主持下水。下水时经过三次尝试才将香槟瓶子砸碎。罗德尼号于1927年完工并在纳尔逊号服役的三个月后于同年11月27日服役。整个建造花费7,617,799英镑。服役时的舰长是安德鲁·康宁汉。

## 服役
1931年，罗德尼号的水手参与了因弗戈登暴动。1938年，一台原型79Y型雷达被安装至主桅上，使她成为皇家海军第一艘在主桅上安装雷达的战列舰。自1939年二次大战开始，罗德尼号一直在大西洋和本土舰队服役。1940年一台279型雷达取代了79Y型，并在B和C砲塔上装备了UPAA火箭发射器，但因安全原因在1941年拆除。防空任务被35台单管厄利孔20毫米机砲取代。
武装巡洋舰HMS Rawalpindi被德国战列巡洋舰沙恩霍斯特号和格奈森瑙号击沉后，罗德尼号在大西洋上追击两舰，但遭受了严重的舵机劳损，被迫返回利物浦维修至12月31日。罗德尼号于1940年4月9日遭到德国飞机攻击，一枚500公斤炸弹击穿了甲板，但没有爆炸，在击中装甲甲板后滑出。在9月13日接到调令前往英吉利海峡后，罗德尼号从斯卡帕湾前往罗塞斯，以防备德国登陆英格兰。11月和12月间罗德尼号主要进行不列颠和哈利法克斯间的商船护航任务。1941年1月，她加入了追击沙恩霍斯特号和格奈森瑙号的舰队，但没有战果。3月16日，在北大西洋进行商船护航时，发现德国舰队，慑于英舰的火力优势，德舰撤退。

### 击沉俾斯麦号
1941年5月，罗德尼号及四艘驱逐舰和一艘邮轮前往加拿大。之后罗德尼号将前往美国进行维修。
24日，罗德尼号和驱逐舰Somali，Mashona，Tartar被征召前往攻击德国战列舰俾斯麦号，由Eskimo号驱逐舰继续护送商船。由于对俾斯麦号行踪的错误判断，由海军上将John Tovey指挥的英王乔治五世号误往西北方前進。
罗德尼号冒着损坏主机的危险超速2节前进，在情报被修正后于26日与英王乔治五世号会合。三艘驱逐舰被派回基地以补充油料。27日早上落后于英王乔治五世号的罗德尼号及重巡洋舰Norfolk号和Dorsetshire号遭遇了舵机已被英国皇家方舟號航空母艦的剑鱼舰载机鱼雷攻击损毁的俾斯麦号。

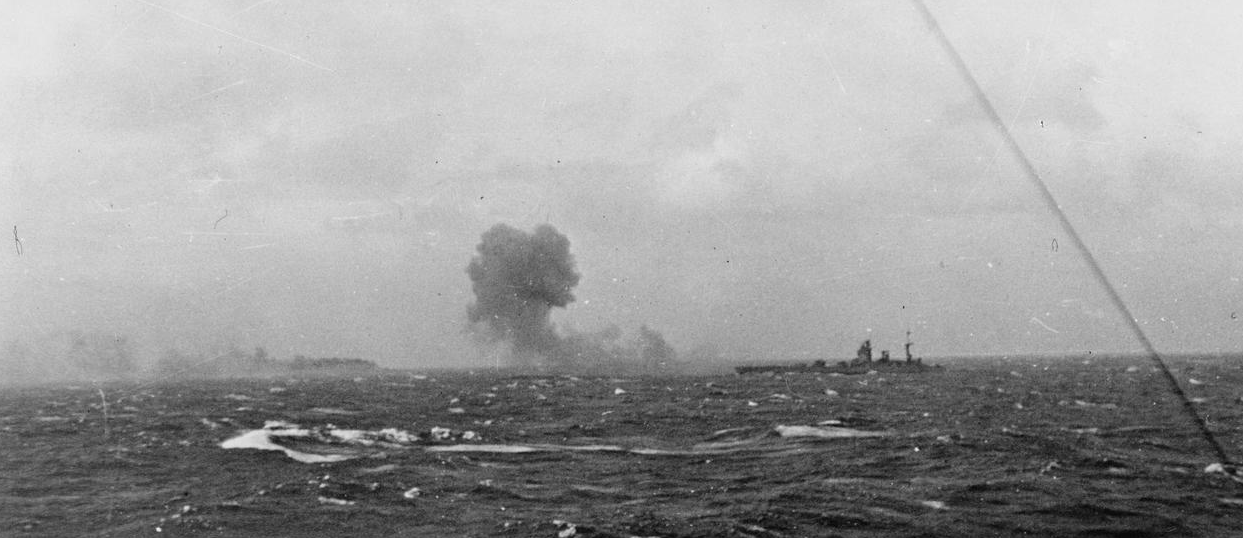
罗德尼号向俾斯麦号开火

由于无法保持航向，俾斯麦号在其前砲塔被击毁前都无法對英艦射出命中彈。之后罗德尼号靠近至能保证命中的距離后开火射擊俾斯麥號，一发16英寸砲弹击中了俾斯麦号的二号砲塔并炸死了舰桥上的大部分人。整场战斗中罗德尼号一共发射了360发16英寸主砲砲弹、716发6英寸副砲砲弹和两枚鱼雷，在近至2700米的距离上射出了大量命中彈，造成了最多的伤害；其中一枚鱼雷命中了俾斯麦号，使罗德尼号成为唯一一艘用鱼雷命中另一艘战列舰的战列舰。Dorsetshire号之后奉命用鱼雷击沉俾斯麦号，而两艘油料短缺的战列舰则返回基地，途中与英軍驱逐舰会合，但遭到德国飞机攻击，Mashona号被炸沉。
在古罗克补充燃油后，罗德尼号前往波士顿的海军船厂对引擎进行维修，并加装更多八联装砰砰砲。这些火砲在之前的战斗中一直放在甲板上，由于美国尚未参战，罗德尼号必须自行携带将要加装的高射砲。在维修期间，罗德尼号的水兵与当地美国人建立了良好的关系。

### H舰队

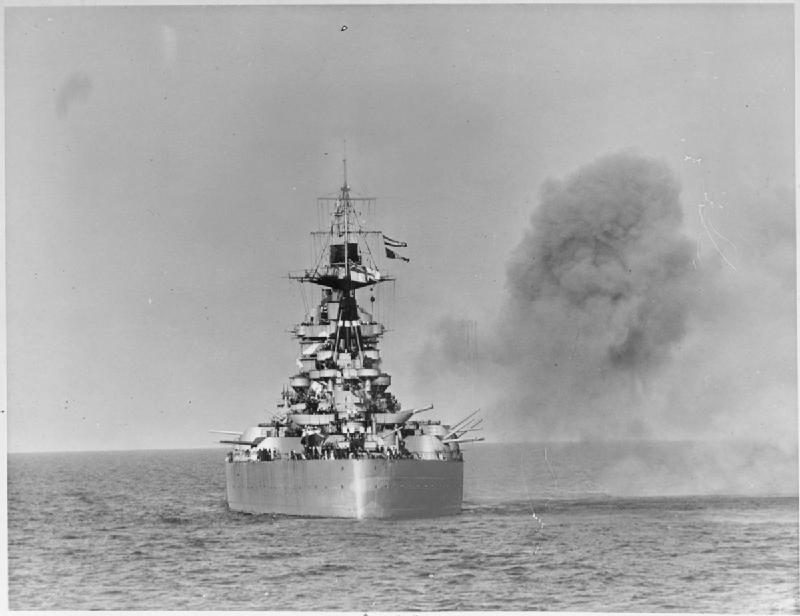
罗德尼号在诺曼底进行砲击

1941年9月，罗德尼号在直布罗陀的H舰队服役，负责护航到马耳他的商船。11月，她被调驻至冰岛，一个月后她开始进行新一轮维修和升级直到次年5月。之后罗德尼号回到H舰队，并参与了火炬行动。她之后又参与了西西里和萨莱诺的登陆战。1943年10月，她被调回本土舰队，并参与了1944年6月6日的诺曼底登陆，接受位于寶剑海滩的指挥舰HMS Largs指挥。在长达30个小时的火力支援中，其岸轟砲击阻止了一个德軍装甲师前往海岸，并摧毁了位于奥尔德尼岛和卡昂的目标。7日，罗德尼号与登陆舰LCT 427相撞，造成13人丧生。9月，罗德尼号参与了前往摩尔曼斯克的护航艦队。

## 适航性问题与退役
早在战争开始前，罗德尼号就需要进行引擎维修。1940年初，水密隔舱9至16号之间出现渗漏，船员用钢板临时加固了缺口，之后罗德尼号一直深受渗漏问题困扰，但缺乏必要的维护；12月，一场风暴导致临时加固钢板脱落，淹没了两个水密隔舱，浸水导致船员无法到达水泵进行排水；之后渗漏扩大到船舱甲板、鱼雷舱及缆舱，另一侧的两个水密隔舱亦被淹没。之后罗德尼号在罗塞斯和波士顿进行了大規模维修，但渗漏问题依然存在。原本计划在1944年进行的全面现代化改造，後來也没有进行。
1942年至战争结束之前罗德尼号共航行了156,000海里（289,000公里），期间完全没有进行引擎维护。因为适航性差，现代化水準不足，故障频发，羅德尼號遂於1944年12月成为本土舰队旗舰，并鲜少离开锚地。
1948年3月28日，罗德尼号在Inverkeithing拆解。